# Linares Club de Fútbol
El Linares Club de Fútbol fue un equipo de la ciudad de Linares, provincia de Jaén. Fue fundado en 1961 y desapareció en 1990.

## Historia
El Linares Club de Fútbol nace en 1961 bajo el nombre de Grupo de Empresa Santana y comienza a jugar en Categoría Regional. Desde que empieza a competir en 1962, el equipo compite bajo el nombre de Santana Linares-Club de Fútbol hasta 1967, cuando la empresa automovilística Santana decide desvincularse del equipo. La entidad pasa a denominarse Linares Club de Fútbol y recupera sus antiguos colores. En 1965 logra el ascenso a Tercera División. En esta categoría permanece 5 años, hasta que en la temporada 1969/70 desciende otra vez a categoría regional. Solo un año después regresa a la categoría nacional.
Tras dos años en Tercera, en la temporada 1972/73, se proclama campeón de su grupo de Tercera y logra el ascenso a Segunda División por primera vez en su historia. Solo permanece una temporada en la categoría, desciende como colista. Tras dos años en Tercera División se crea la Segunda División B en 1977, el Linares CF participa en la primera edición terminando en 14º puesto. En la 1979/80 finaliza primero del grupo y asciende por segunda vez a Segunda División.
En su regreso a la Segunda División finaliza 12º en su primera campaña y logra mantener la categoría cuatro temporadas. En la 1983/84 regresa a Segunda B. En la 1988/89 el Linares, jugó su último partido de liga en el Vicente Calderón, ante el Atlético Madrileño, jugándose en este partido de nuevo el ascenso a Segunda. No consiguió el objetivo. La siguiente temporada finaliza 7º, pero es descendido a Tercera por no pagar a los jugadores y desaparece en 1990. Se funda en la ciudad el CD Linares para que el fútbol en la localidad no muera.

## Uniforme
- Uniforme titular: Camiseta azul, pantalón blanco, medias azules.
- Uniforme alternativo: Camiseta roja, pantalón blanco, medias rojas.

## Estadio
Estadio Municipal de Linarejos, construido en 1956, con capacidad para 10000 personas aproximadamente.

## Datos del club
- Temporadas en Primera División: 0
- Temporadas en Segunda División: 5
- Temporadas en Segunda División B: 8
- Temporadas en Tercera División: 11
- Temporadas en Categoría Regional: 6
- Participaciones en la Copa de España: 17
- Participaciones en la Copa de la Liga: 3

- Mejor puesto en liga:
  - 12.º  (Segunda División, temporada 1980/81)
  - 1.º  (Segunda División B, temporada 1979/80)
  - 1.º  (Tercera División, temporadas 1972/73 y 1986/87)
- Peor puesto en liga:
  - 20.º (Segunda División, temporada 1973/74)
  - 14.º (Segunda División B, temporada 1977/78 y 1985/86)
  - 16.º (Tercera División, temporadas: 1971/72)

## Entrenadores
- Pedro Braojos

## Palmarés

### Torneos nacionales
- Segunda División B (1): 1980.
- Tercera División (2): 1973, 1987.

### Trofeos amistosos
- Trofeo Ciudad de Linares  (8): 1980, 1981, 1982, 1983, 19841986, 1987, 1988
- Trofeo Ciudad de Motril (1): 1972
- Trofeo Feria de Ciudad Real (1): 1973

- Datos: Q914378